# William Michaels
William Michaels (n. 13 iulie 1876, Alcoa⁠(d), Tennessee, SUA – d. 1934) a fost un boxer ce a reprezentat Statele Unite ale Americii, medaliat olimpic. A participat la o ediție a Jocurilor Olimpice (1904) în care a câștigat o medalie de bronz.

## Participări
Lista de mai jos prezintă principalele competiții la care a participat William Michaels de-a lungul carierei.
- boxing at the 1904 Summer Olympics – heavyweight[*]